# Forte de Santa Cruz da Lagoa

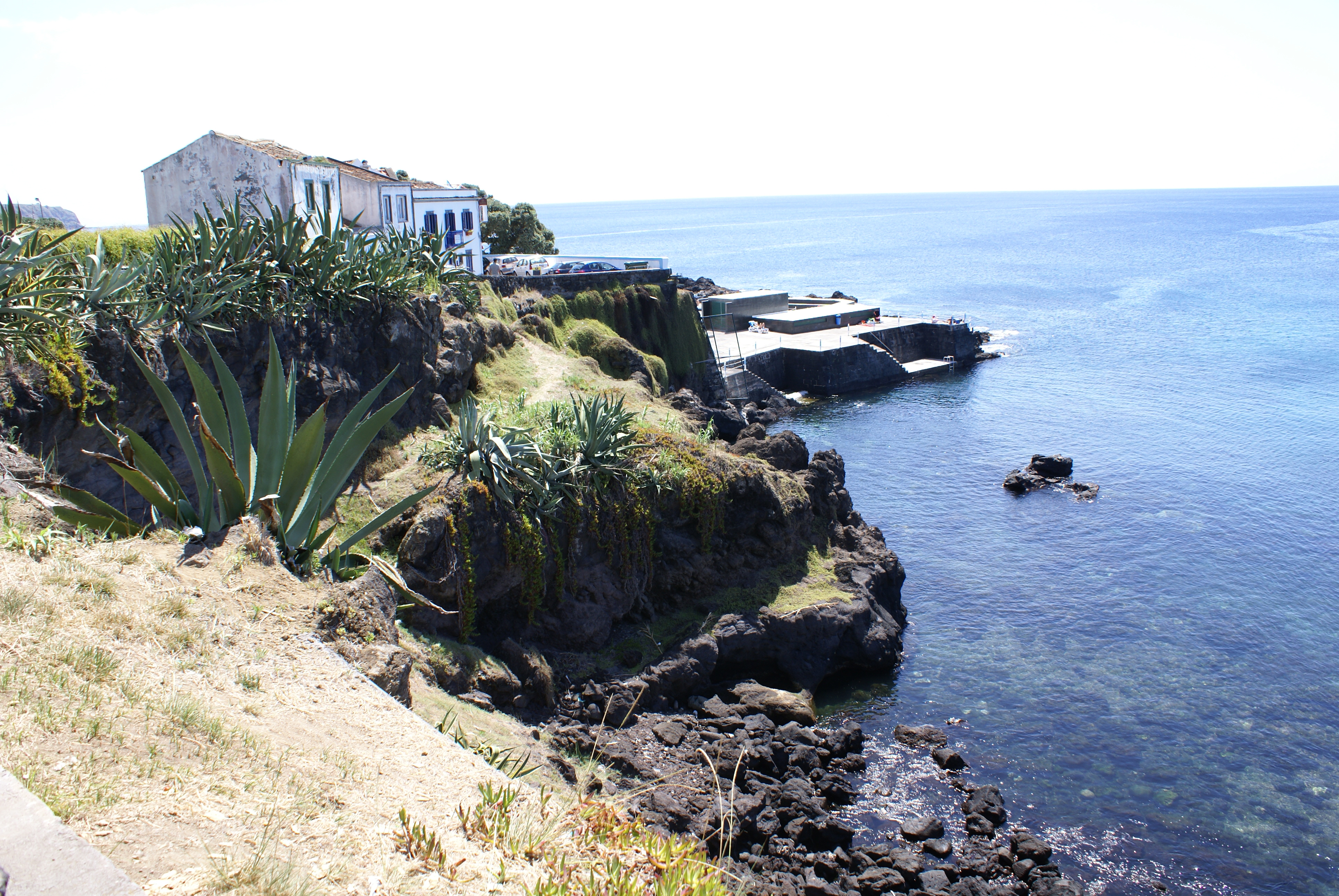
Forte de Santa Cruz da Lagoa, ilha de São Miguel: restos das muralhas.

O  Forte de Santa Cruz da Lagoa, também referido como Forte da Lagoa, localiza-se na freguesia de Santa Cruz, concelho da Lagoa, a sudeste da ilha de São Miguel, nos Açores.
Em posição dominante sobre este trecho do litoral, constituiu-se em uma fortificação destinada à defesa do ancoradouro da vila e do porto dos Carneiros contra os ataques de piratas e corsários, outrora frequentes nesta região do oceano Atlântico.

## História
No contexto da Guerra da Sucessão Espanhola (1702-1714) encontra-se referido como "O Reduto da Villa da Lagoa." na relação "Fortificações nos Açores existentes em 1710".
Ao final do século XVIII, a Relação dos Castelos e mais Fortes da Ilha de S. Miguel do seu estado do da sua Artelharia, Palamentas, Muniçoens e do q.' mais precizam, pelo major engenheiro João Leite de Chaves e Melo Borba Gato, informava:
"Forte da V.a d'Alagoa - Tem hu'a ruina em o flanco direito, de 25 d'alto, e 14 na maior largura, com 3 a 5 de profundid.e, isto he 3 no principio proximo as canhoneiras, e 5 na rais da muralha, em todo assim em cazas como muralhas está está alhu'a couza danificado, tem 6 canhoneiras, 2 de frente q.' defendem a entrada do Porto dos Carneiros rectilineam.te e 2 em cada flanco p.a perturbar o desembarque do mesmo Porto, e de hu'a pequena praia de seixo grado; tem hu'a só peça montada, em hu'a carreta mui velha, e 2 outras no xão, tudo em m.to máo estado: Palamenta alguas as tem velhas; muniçoens, 50 pelouros, e 3 arrateis de polvora."
A "Relação" do marechal de campo Barão de Bastos em 1862 informa que se encontra muito arruinado.
Desta estrutura subsistem apenas restos das antigas muralhas.

## Características
Constituía-se em um forte de pequenas dimensões, em cujos muros se abriam seis canhoneiras. Não foram localizados detalhes complementares sobre as suas edificações de serviço (Casa do Comando, Quartel de Tropa, Paiol de Pólvora) ou sua evolução.